# Hyposidra infixaria
Hyposidra infixaria är en fjärilsart som beskrevs av Walker 1860. Hyposidra infixaria ingår i släktet Hyposidra och familjen mätare. Inga underarter finns listade i Catalogue of Life.